# Frank Gotch
Frank Alvin Gotch (Humboldt, 27 aprile 1878 – Humboldt, 16 dicembre 1917) è stato un wrestler statunitense.

## Biografia

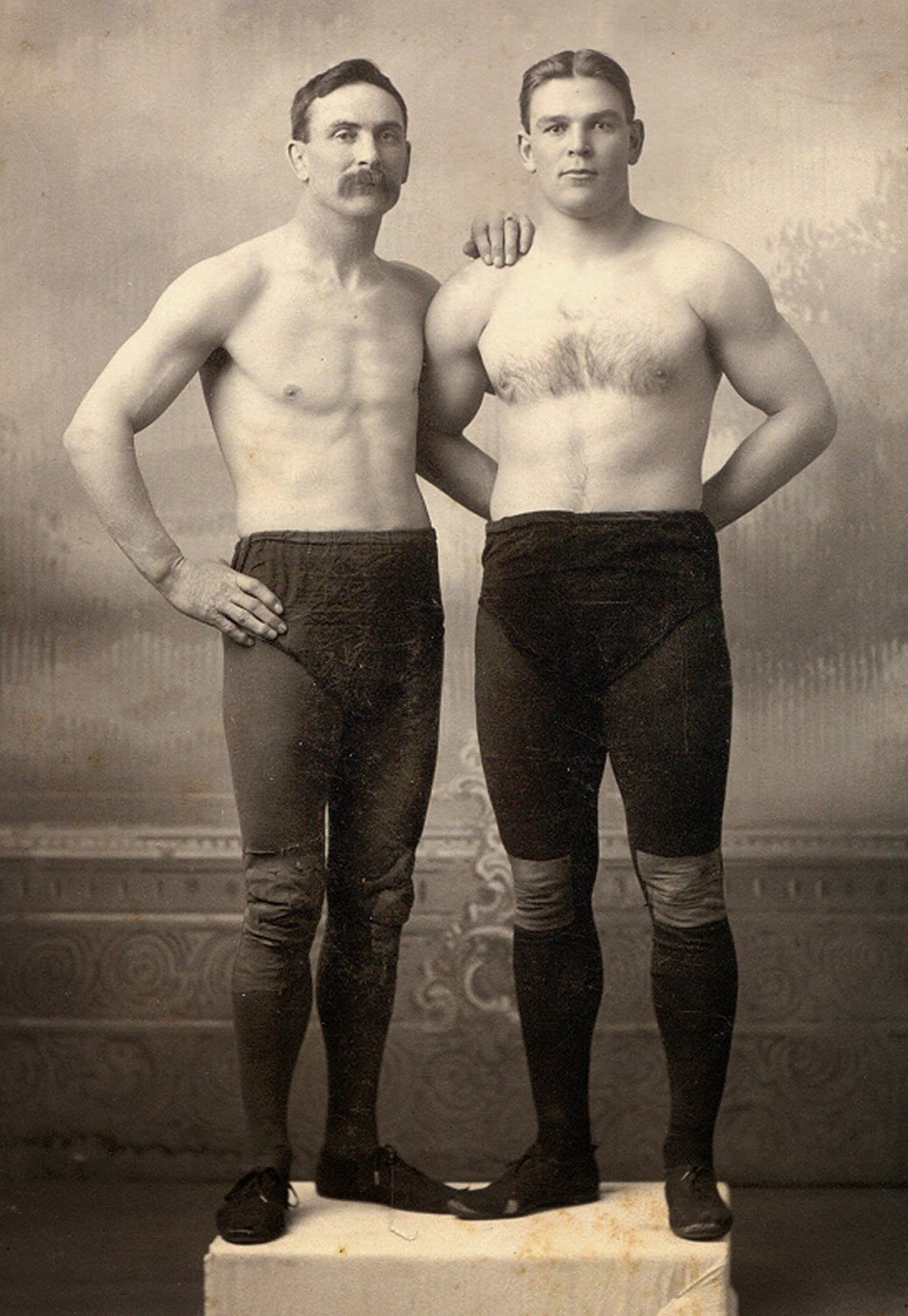
Frank Gotch (a destra) con il suo mentore, Martin Burns.

Frank Gotch fu attivo soprattutto negli Stati Uniti, dove riuscì a conquistare il titolo di campione mondiale di lotta, in un'epoca nella quale i combattimenti erano reali e non ancora simulati.
Viene a lui attribuito il merito di aver reso popolare il wrestling come sport negli Stati Uniti, ed il suo regno come "World Heavyweight Champion", dal 1908 al 1913, è uno dei dieci più lunghi della storia del wrestling.
La rivista specializzata Pro Wrestling Illustrated lo ha descritto: "probabilmente il miglior wrestler nordamericano del XX secolo".
Dopo il ritiro dal ring, si unì al Sells-Floto Circus, dove dichiarava che avrebbe pagato un premio in denaro pari a 250,00 dollari a qualsiasi sfidante che fosse resistito 15 minuti sul ring con lui senza essere schienato o cedere per dolore. Non perse mai. Stancatosi della vita itinerante circense, fece ritorno a Humboldt, nell'Iowa. Dopo un anno di malattia, morì a casa sua nel 1917 per una presunta sifilide, ma la causa di morte ufficiale fu indicata essere l'insufficienza renale. Lasciò la moglie Gladys e il figlio, Robert Friedrich. Attualmente sono tutti inumati nella tomba di famiglia presso lo Union Cemetery di Humboldt.

## Personaggio
Mosse finali
- Bridging belly to back suplex
- Cross kneelock
- Toe hold
- Ankle Lock

## Titoli e riconoscimenti
- Titoli di Wrestling

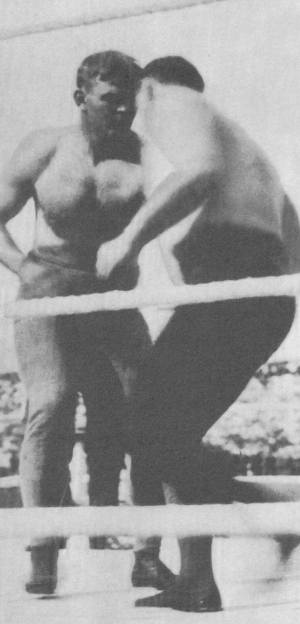
Frank Gotch vs. Georg Hackenschmidt (1908).

  - World Heavyweight Championship (Catch Can version) (1)
  - American Heavyweight Championship (2)
  - Campione del Klondike
- Wrestling Observer Newsletter
  - Wrestling Observer Newsletter Hall of Fame (Classe del 1996)
- Professional Wrestling Hall of Fame
  - (Classe del 2002) - Pioneer Era
- WWE Hall of Fame
  - Classe del 2016 - Introduzione d'onore
- Altri titoli
  - George Tragos / Lou Thesz Professional Wrestling Hall of Fame (1999)
  - Iowa Sports Hall of Fame (1951)

## Filmografia
- Gotch-Zbyszko World's Championship Wrestling Match - cortometraggio, documentario (1910)